# Françoise Quinault
Françoise Quinault, coneguda també com a senyoreta Denesle (vers el 1688, Metz - París, 22 de desembre de 1713) va ser una actriu francesa del Teatre barroc.
Va ser la filla del també actor N. Quinault. Va ser acceptada per la Comédie-Française el 22 de setembre de 1707. Hi debutà a el gener de 1708 amb el paper de Monime a la tragedia Mitridates. A pesar de la seva mort prematura, desenvolupà amb molt d'encert papers tràgics i còmics. El seu espòs Hugo Denesle, era oficial del rei, i va assajar també pel teatre, però fracassà. Degut al seu mal estat de salut; va morir a l'edat de 25.
Era la germana gran de la nissaga Quinault, que va comptar a més de Françoise, amb Jean-Baptiste-Maurice; Abraham; Marie-Anne-Catherine; Jeanne i l'esposa d'Abraham Catherine-Jeanne Dupré.